# Syrphini
Tribu
Les Syrphini sont une tribu de diptères brachycères de la famille des Syrphidae et de la sous-famille des Syrphinae.

## Liste des genres
Allograpta - 
Anu - 
Betasyrphus - 
Chrysotoxum - 
Dasysyrphus - 
Didea - 
Doros - 
Eosphaerophoria - 
Epistrophe - 
Episyrphus - 
Eriozona - 
Eupeodes - 
Flavizona - 
Leucozona - 
Melangyna - 
Meliscaeva - 
Ocyptamus - 
Parasyrphus - 
Scaeva - 
Sphaerophoria - 
Syrphus - 
Xanthogramma